# Estat social
L'Estat social és el model d'estat que superaria l'estat liberal. L'estat liberal es limita a garantir els drets i llibertats per als particulars i concep la igualtat davant la llei com a igualtat d'oportunitats mentre que l'estat social orienta les seues activitats a promoure la igualtat i assegurar a tots els ciutadans un nivell de benestar suficient.
La Constitució espanyola de 1978 estableix que l'Estat espanyol és un estat social.
Els drets que es reconeixen en aquest tipus d'estat són els drets socials com són el dret a l'habitatge, el dret a la seguretat social i el dret al treball.